# Partecipanti al Giro delle Fiandre 2025
Elenco dei partecipanti al Giro delle Fiandre 2025.
Il Giro delle Fiandre 2025 è stata la centonovesima edizione della corsa. Alla competizione presero parte 25 squadre: 18 con licenza UCI World Tour 2025 e 7 UCI ProTeam.
Ciascuna delle squadre è composta da sette ciclisti per un totale di 175 accreditati alla partenza.

## Corridori per squadra
Nota: R ritirato, NP non partito, FT fuori tempo, SQ squalificato
| Alpecin-Deceuninck     | Alpecin-Deceuninck     | Alpecin-Deceuninck     | UAE Team Emirates XRG      | UAE Team Emirates XRG      | UAE Team Emirates XRG      | Team Visma-Lease a Bike | Team Visma-Lease a Bike | Team Visma-Lease a Bike |
| ---------------------- | ---------------------- | ---------------------- | -------------------------- | -------------------------- | -------------------------- | ----------------------- | ----------------------- | ----------------------- |
| Nº                     | Ciclista               | Clas.                  | Nº                         | Ciclista                   | Clas.                      | Nº                      | Ciclista                | Clas.                   |
| 1                      | Mathieu van der Poel   | 3º                     | 11                         | Tadej Pogačar              | 1º                         | 21                      | Wout Van Aert           | 4º                      |
| 2                      | Silvan Dillier         | R                      | 12                         | Mikkel Bjerg               | R                          | 22                      | Tiesj Benoot            | 6º                      |
| 3                      | Quinten Hermans        | R                      | 13                         | Jhonatan Narváez           | R                          | 23                      | Per Strand Hagenes      | 53º                     |
| 4                      | Xandro Meurisse        | R                      | 14                         | Tim Wellens                | R                          | 24                      | Matteo Jorgenson        | 47º                     |
| 5                      | Timo Kielich           | 18º                    | 15                         | Nils Politt                | 66º                        | 25                      | Edoardo Affini          | R                       |
| 6                      | Gianni Vermeersch      | 15º                    | 16                         | António Morgado            | 90º                        | 26                      | Dylan van Baarle        | 46º                     |
| 7                      | Edward Planckaert      | R                      | 17                         | Florian Vermeersch         | 43º                        | 27                      | Tosh Van Der Sande      | R                       |
| Soudal Quick-Step      | Soudal Quick-Step      | Soudal Quick-Step      | Lidl-Trek                  | Lidl-Trek                  | Lidl-Trek                  | Intermarché-Wanty       | Intermarché-Wanty       | Intermarché-Wanty       |
| Nº                     | Ciclista               | Clas.                  | Nº                         | Ciclista                   | Clas.                      | Nº                      | Ciclista                | Clas.                   |
| 31                     | Luke Lamperti          | R                      | 41                         | Mads Pedersen              | 2º                         | 51                      | Biniam Girmay           | 35º                     |
| 32                     | Yves Lampaert          | 38º                    | 42                         | Jasper Stuyven             | 5º                         | 52                      | Vito Braet              | 48º                     |
| 33                     | Pascal Eenkhoorn       | 84º                    | 43                         | Edward Theuns              | R                          | 53                      | Gijs Van Hoecke         | R                       |
| 34                     | Paul Magnier           | 62º                    | 44                         | Tim Declercq               | R                          | 54                      | Adrien Petit            | R                       |
| 35                     | Casper Pedersen        | 79º                    | 45                         | Toms Skujiņš               | 37º                        | 55                      | Laurenz Rex             | 26º                     |
| 36                     | Pepijn Reinderink      | 78º                    | 46                         | Daan Hoole                 | 83º                        | 56                      | Jonas Rutsch            | 33º                     |
| 37                     | Bert Van Lerberghe     | R                      | 47                         | Mathias Vacek              | 80º                        | 57                      | Roel Sintmaartensdijk   | R                       |
| EF Education-EasyPost  | EF Education-EasyPost  | EF Education-EasyPost  | Groupama-FDJ               | Groupama-FDJ               | Groupama-FDJ               | Bahrain Victorious      | Bahrain Victorious      | Bahrain Victorious      |
| Nº                     | Ciclista               | Clas.                  | Nº                         | Ciclista                   | Clas.                      | Nº                      | Ciclista                | Clas.                   |
| 61                     | Harry Sweeny           | R                      | 71                         | Lewis Askey                | 113º                       | 81                      | Matej Mohorič           | 21º                     |
| 62                     | Colby Simmons          | 94º                    | 72                         | Sven Erik Bystrøm          | 89º                        | 82                      | Roman Ermakov           | R                       |
| 63                     | Owain Doull            | 30º                    | 73                         | Eddy Le Huitouze           | R                          | 83                      | Kamil Gradek            | 99º                     |
| 64                     | Mikkel Honoré          | 44º                    | 74                         | Stefan Küng                | 7º                         | 84                      | Phil Bauhaus            | 103º                    |
| 65                     | Marijn van den Berg    | R                      | 75                         | Olivier Le Gac             | 102º                       | 85                      | Andrea Pasqualon        | 76º                     |
| 66                     | Neilson Powless        | 42º                    | 76                         | Valentin Madouas           | 17º                        | 86                      | Vlad Van Mechelen       | 54º                     |
| 67                     | Max Walker             | R                      | 77                         | Clément Russo              | 49º                        | 87                      | Fred Wright             | 23º                     |
| Cofidis                | Cofidis                | Cofidis                | Team Jayco AlUla           | Team Jayco AlUla           | Team Jayco AlUla           | Red Bull-Bora-Hansgrohe | Red Bull-Bora-Hansgrohe | Red Bull-Bora-Hansgrohe |
| Nº                     | Ciclista               | Clas.                  | Nº                         | Ciclista                   | Clas.                      | Nº                      | Ciclista                | Clas.                   |
| 91                     | Dylan Teuns            | 41º                    | 101                        | Michael Matthews           | 13º                        | 111                     | Danny van Poppel        | 88º                     |
| 92                     | Aimé De Gendt          | 28º                    | 102                        | Jelte Krijnsen             | 63º                        | 112                     | Filip Maciejuk          | R                       |
| 93                     | Nolann Mahoudo         | R                      | 103                        | Robert Donaldson           | 75º                        | 113                     | Oier Lazkano            | R                       |
| 94                     | Alexis Renard          | 71º                    | 104                        | Kelland O'Brien            | 77º                        | 114                     | Ryan Mullen             | R                       |
| 95                     | Ludovic Robeet         | R                      | 105                        | Elmar Reinders             | 104º                       | 115                     | Laurence Pithie         | 11º                     |
| 96                     | Piet Allegaert         | 34º                    | 106                        | Jasha Sütterlin            | R                          | 116                     | Mick van Dijke          | 29º                     |
| 97                     | Damien Touzé           | 60º                    | 107                        | Max Walscheid              | 61º                        | 117                     | Tim van Dijke           | 52º                     |
| Arkéa-B&B Hotels       | Arkéa-B&B Hotels       | Arkéa-B&B Hotels       | Decathlon AG2R La Mondiale | Decathlon AG2R La Mondiale | Decathlon AG2R La Mondiale | XDS Astana Team         | XDS Astana Team         | XDS Astana Team         |
| Nº                     | Ciclista               | Clas.                  | Nº                         | Ciclista                   | Clas.                      | Nº                      | Ciclista                | Clas.                   |
| 121                    | Amaury Capiot          | R                      | 131                        | Oscar Chamberlain          | 57º                        | 141                     | Davide Ballerini        | 10º                     |
| 122                    | Arnaud Démare          | 58º                    | 132                        | Dries De Bondt             | R                          | 142                     | Cees Bol                | 31º                     |
| 123                    | Giosuè Epis            | 92º                    | 133                        | Sander De Pestel           | R                          | 143                     | Evgenij Fëdorov         | 27º                     |
| 124                    | Léandre Lozouet        | 105º                   | 134                        | Pierre Gautherat           | R                          | 144                     | Michele Gazzoli         | 72º                     |
| 125                    | Luca Mozzato           | 111º                   | 135                        | Rasmus S. Pedersen         | 64º                        | 145                     | Alessandro Romele       | R                       |
| 126                    | Miles Scotson          | R                      | 136                        | Stefan Bissegger           | 19º                        | 146                     | Mike Teunissen          | 12º                     |
| 127                    | Pierre Thierry         | R                      | 137                        | Aurélien Paret-Peintre     | 16º                        | 147                     | Davide Toneatti         | 68º                     |
| Ineos Grenadiers       | Ineos Grenadiers       | Ineos Grenadiers       | Movistar Team              | Movistar Team              | Movistar Team              | Team Picnic PostNL      | Team Picnic PostNL      | Team Picnic PostNL      |
| Nº                     | Ciclista               | Clas.                  | Nº                         | Ciclista                   | Clas.                      | Nº                      | Ciclista                | Clas.                   |
| 151                    | Filippo Ganna          | 8º                     | 161                        | Iván García Cortina        | 9º                         | 171                     | John Degenkolb          | R                       |
| 152                    | Ben Turner             | 59º                    | 162                        | Carlos Canal               | 51º                        | 172                     | Patrick Eddy            | 91º                     |
| 153                    | Bob Jungels            | 109º                   | 163                        | Orluis Aular               | 36º                        | 173                     | Alexander Edmondson     | R                       |
| 154                    | Magnus Sheffield       | 20º                    | 164                        | Manlio Moro                | 110º                       | 174                     | Sean Flynn              | 74º                     |
| 155                    | Ben Swift              | 108º                   | 165                        | Mathias Norsgaard          | 85º                        | 175                     | Enzo Leijnse            | R                       |
| 156                    | Connor Swift           | 101º                   | 166                        | Gonzalo Serrano            | 106º                       | 176                     | Tim Naberman            | R                       |
| 157                    | Samuel Watson          | 81º                    | 167                        | Albert Torres              | R                          | 177                     | Timo Roosen             | R                       |
| Q36.5 Pro Cycling Team | Q36.5 Pro Cycling Team | Q36.5 Pro Cycling Team | Lotto                      | Lotto                      | Lotto                      | Israel-Premier Tech     | Israel-Premier Tech     | Israel-Premier Tech     |
| Nº                     | Ciclista               | Clas.                  | Nº                         | Ciclista                   | Clas.                      | Nº                      | Ciclista                | Clas.                   |
| 181                    | Giacomo Nizzolo        | 56º                    | 191                        | Lennert Van Eetvelt        | R                          | 201                     | Joseph Blackmore        | 40º                     |
| 182                    | David Gonzalez         | 98º                    | 192                        | Joshua Giddings            | R                          | 202                     | Riley Pickrell          | R                       |
| 183                    | Emīls Liepiņš          | R                      | 193                        | Brent Van Moer             | 39º                        | 203                     | Corbin Strong           | 50º                     |
| 184                    | Fabio Christen         | 65º                    | 194                        | Jenno Berckmoes            | R                          | 204                     | Guillaume Boivin        | R                       |
| 185                    | Jannik Steimle         | 96º                    | 195                        | Sébastien Grignard         | 70º                        | 205                     | Riley Sheehan           | 112º                    |
| 186                    | Rory Townsend          | 82º                    | 196                        | Arjen Livyns               | R                          | 206                     | Jake Stewart            | 107º                    |
| 187                    | Nicolò Parisini        | R                      | 197                        | Alec Segaert               | 32º                        | 207                     | Tom Van Asbroeck        | R                       |
| Tudor Pro Cycling Team | Tudor Pro Cycling Team | Tudor Pro Cycling Team | Team Flanders-Baloise      | Team Flanders-Baloise      | Team Flanders-Baloise      | Uno-X Mobility          | Uno-X Mobility          | Uno-X Mobility          |
| Nº                     | Ciclista               | Clas.                  | Nº                         | Ciclista                   | Clas.                      | Nº                      | Ciclista                | Clas.                   |
| 211                    | Matteo Trentin         | 22º                    | 221                        | Vincent Van Hemelen        | 69º                        | 231                     | Alexander Kristoff      | 55º                     |
| 212                    | Rick Pluimers          | 24º                    | 222                        | Alex Colman                | 95º                        | 232                     | Markus Hoelgaard        | 14º                     |
| 213                    | Marco Haller           | 45º                    | 223                        | Brem Deman                 | 97º                        | 233                     | William Blume Levy      | 87º                     |
| 214                    | Alexander Krieger      | R                      | 224                        | Jules Hesters              | R                          | 234                     | Anders Skaarseth        | R                       |
| 215                    | Fabian Lienhard        | 73º                    | 225                        | Victor Vercouillie         | R                          | 235                     | Rasmus Tiller           | 25º                     |
| 216                    | Marius Mayrhofer       | R                      | 226                        | Dylan Vandenstorme         | R                          | 236                     | Erik Resell             | R                       |
| 217                    | Arthur Kluckers        | 100º                   | 227                        | Ward Vanhoof               | R                          | 237                     | Jonas Abrahamsen        | 67º                     |
| Wagner Bazin WB        |                        |                        |                            |                            |                            |                         |                         |                         |
| Nº                     | Ciclista               | Clas.                  |                            |                            |                            |                         |                         |                         |
| 241                    | Quentin Bezza          | R                      |                            |                            |                            |                         |                         |                         |
| 242                    | Cériel Desal           | R                      |                            |                            |                            |                         |                         |                         |
| 243                    | Michiel Lambrecht      | 93º                    |                            |                            |                            |                         |                         |                         |
| 244                    | Jens Reynders          | R                      |                            |                            |                            |                         |                         |                         |
| 245                    | Floris De Tier         | 86º                    |                            |                            |                            |                         |                         |                         |
| 246                    | Jelle Vermoote         | R                      |                            |                            |                            |                         |                         |                         |
| 247                    | Loïc Vliegen           | R                      |                            |                            |                            |                         |                         |                         |